# Jen Richards
Jen Richards es una escritora, actriz, productora y activista estadounidense.

## Vida y carrera
Richards nació en Misisipi y reside en Carolina del Norte. Se graduó en Shimer College con una licenciatura en Filosofía y estudió en la Universidad de Oxford.
En 2015, apareció como miembro del reparto secundario del reality show de Caitlyn Jenner I Am Cait. En 2016, coprotagonizó, codirigió, coescribió y coprodujo la serie web Her Story, que fue nominada a un premio Emmy. Richards también coprodujo la serie More Than T y escribió la serie Trans 102.
Richards se unió al elenco de la serie de televisión Nashville en 2017. Se convirtió en la primera persona abiertamente transgénero en aparecer en un programa de CMT, interpretando al primer personaje transgénero en aparecer en esa cadena. Richards también apareció en la película Easy Living de 2017.
En junio de 2017, Richards escribió y apareció en una carta abierta en video, presentada por ScreenCrush y GLAAD, en la que aparecen actores trans que piden una mejor representación en el cine y la televisión.
En agosto de 2018, HBO anunció la incorporación de la serie Mrs. Fletcher de Tom Perrotta, una comedia de media hora basada en la novela homónima de Perrotta de 2017; Richards interpreta a Margo Fairchild, una profesora de escritura transgénero en un colegio comunitario, como una serie regular.

## Vida personal
Richards es bisexual. En agosto de 2020, anunció su compromiso con Rebekah Cheyne, profesora de la Universidad Estatal de Arizona.

## Filmografía

### Televisión
| Año       | Título                     | Papel            | Notas                  |
| --------- | -------------------------- | ---------------- | ---------------------- |
| 2015      | I Am Cait                  | Ella misma       | 7 episodios            |
| 2016      | Her Story                  | Violet           | Protagonista           |
| 2016–2017 | Nashville                  | Allyson Del Lago | 3 episodios            |
| 2017      | Doubt                      | McKayla          | Episodio: "Clean Burn" |
| 2017–2022 | Better Things              | Jaia             | 5 episodios            |
| 2018      | Take My Wife               | Naomi            | Episodio 2.1           |
| 2018–2020 | Blindspot                  | Sabrina Larren   | 3 episodios            |
| 2019      | Historias de San Francisco | Anna Madrigal    | 2 episodios            |
| 2019      | Mrs. Fletcher              | Margo Fairchild  | 7 episodios            |
| 2021      | Clarice                    | Julia Lawson     | 3 episodios            |
| 2023      | Mayfair Witches            | Jojo             | 8 episodios            |

### Películas
| Año  | Título                             | Papel         | Notas      |
| ---- | ---------------------------------- | ------------- | ---------- |
| 2017 | Easy Living                        | Danny         |            |
| 2020 | disclosure: Ser trans en Hollywood | Ella misma    | Documental |
| 2020 | Gossamer Folds                     | Diana         |            |
| 2022 | Framing Agnes                      | Barbara       | Documental |
| 2022 | MK Ultra                           | Laura Stanley |            |